# Provincia Nangarhar
Provincia Nangarhar (paștună ننګرهار‎;persană: ننگرهار‎) este una dintre provinciile Afganistanului. Este localizată în partea estică, la frontiera cu statul Pakistan.